# Hilkka Hakola
Hilkka Hakola (Helsinki, 23 febbraio 1934 – 29 novembre 2022) è stata una cestista e pallavolista finlandese.

## Carriera
Con la Finlandia ha disputato due edizioni dei Campionati europei di basket (1952, 1956).